# 토니 그란데
호세 안토니오 "토니" 그란데 세르호(스페인어: Jose Antonio "Toni" Grande Cereijo, 1947년 9월 17일 ~ )은 스페인의 전직 축구 선수이자 축구 코치로 2017년 11월 22일, 대한민국 축구 국가대표팀의 수석코치로 선임되어 2018년 FIFA 월드컵까지 수석코치로 활동하였다.

## 선수 경력
발렌시아에서 태어나 레알 마드리드 유스 아카데미를 거쳐 5년동안 공식 경기 111경기에 출전해 라리가 우승 2회와 코파 델 레이 우승 1회를 경험했다. 1969년 1월 19일 코르도바 CF전에 출전해 리그 데뷔를 했다. 경기 결과는 2:2 무승부로 끝났다. 하지만 첫 두 시즌에 14경기밖에 출전하지 못했다. 이후 라요 바예카노, 라싱 산탄데르, 그라나다 CF 등 여러 팀을 거치고 31세라는 어린 나이에 은퇴했다.
국제 경기는 1968년 하계 올림픽 스페인 23세 이하 대표팀의 일원으로 출전했다.

## 지도자 경력
레알 마드리드로 돌아와 1979년부터 레알 유스 코치로 시작해 레알 마드리드 C와 레알 마드리드 카스티야를 지도했다. 90년대 후반부터 2000년대 초반까지 레알 마드리드 수석코치를 맡았는데 주로 비센테 델 보스케 감독 밑에서 보좌했다.
2004년, 델 보스케와 다시 터키의 베식타시 JK에서 힘을 합쳤다. 다시 레알로 돌아와 파비오 카펠로 감독 밑에서 수석코치로 역임하면서 2006-07시즌 우승을 이뤄냈다. 그리고 4년 후인 2008년에 델 보스케와 스페인 대표팀에서 감독과 수석코치로서 다시 재회해 2010년 남아공 월드컵과 유로 2012 우승을 함께 이뤄냈다.
2017년 11월 2일, 델 보스케 사단의 일원이였던 하비에르 미냐노 피지컬 코치와 함께 신태용 감독이 이끄는 대한민국 대표팀의 수석코치로 합류했다. 2018년 러시아 월드컵을 끝으로 계약이 종료되었다. 한국시간으로 7월 1일 스페인 언론 '엘 라구에로'와 가진 인터뷰에서 "한국 생활뿐만 아니라 축구계에서 계속 일을 하기 어려운 상황이다. 인정을 받기 위해 내가 얼마나 먼곳까지 가야 했는가"라며 "스페인에서는 더 이상 대우받기 어렵다. 이런 이유로 축구계를 떠날 생각을 하고 있다"라는 말과 함께 사실상 축구계의 은퇴를 밝혔다.

## 감독 경력 통계
| 구단            | 국가   | 취임            | 해임            | 기록 | 기록 | 기록 | 기록 | 기록 | 기록 | 기록   | 기록   | 각주  |
| 구단            | 국가   | 취임            | 해임            | 전   | 승   | 무   | 패   | 득점 | 실점 | 득실차 | 승률   | 각주  |
| --------------- | ------ | --------------- | --------------- | ---- | ---- | ---- | ---- | ---- | ---- | ------ | ------ | ----- |
| 레알 마드리드 C | 스페인 | 1989년 6월 6일  | 1996년 9월 2일  | 285  | 142  | 67   | 76   | 524  | 325  | +199   | 049.82 |       |
| 레알 마드리드 B | 스페인 | 1997년 2월 16일 | 1997년 6월 16일 | 15   | 5    | 3    | 7    | 17   | 27   | −10    | 033.33 | [ 5 ] |
| 합계            | 합계   | 합계            | 합계            | 300  | 147  | 70   | 83   | 541  | 352  | +189   | 49.00  | —     |

## 수상 경력
레알 마드리드
- 라리가: 1968-69, 1971-72
- 코파 델 레이: 1969-70